# La Tête de turc d'Iznogoud
La Tête de turc d'Iznogoud est le onzième album de la série de bandes-dessinées Iznogoud. Sorti en 1975 chez Dargaud, dessiné par Jean Tabary, l'album est constitué de quatre histoires écrites par René Goscinny.

## La Tête de turc
Iznogoud apprend par Dilat Larath l'existence d'un marchand de farces et attrapes : ce marchand lui vend un puzzle de 10 000 pièces représentant une tête de turc, un puzzle qui a le pouvoir d'émietter en 10 000 morceaux la personne à laquelle on pense lorsque l'on place la dernière pièce pour le terminer.

## Le Chant qui fige
Iznogoud, lors d'une promenade sur le port, rencontre un équipage mystérieusement figé. L'un des marins lui présente une sirène dont le chant fige tous ceux qui l'écoutent. L'épisode où Iznogoud persuade la sirène de chanter pour le Calife est ponctué de nombreux calembours.

## La Potion du Cheik
Iznogoud rencontre un aventurier qui lui vend une potion permettant de tout rapetisser. Après l'avoir testée sur un éléphant puis sur Dilat, le grand vizir décide d'empoisonner les mets du calife avec la potion.

## Le Calendrier magique
Iznogoud consulte une voyante qui prédit l'avenir car elle possède un calendrier magique qui permet de voyager dans le temps (retirer des feuilles pour avancer dans le temps, recoller les feuilles avec un tube de colle pour retourner dans le passé). Iznogoud tente d'en user pour parvenir à ses fins.